# Dálnice R254 (Rusko)
Federální dálnice R254 „Irtyš“ (rusky Федеральная автомобильная дорога Р-254 «Иртыш») je silnice spojující ruská města Čeljabinsk, Kurgan, Omsk a Novosibirsk. Jedná se o důležitou spojnici východní a západní části Ruska, neboť navazuje na dálnici M5 Ural a přechází dále v R255 Sibiř. Jako jediná ruská federální dálnice prochází částečně po území jiného státu - 190 km vede přes Kazachstán, kde prochází městem Petropavlovsk. Je součástí evropské silnice E30 a zároveň asijské silnice AH6.

## Trasa
- Celková délka činí 1528 km.
- Povrch je po celé délce asfaltový (kromě několika betonových úseků mezi Omskem a Novosibirskem), šíře vozovky bez krajnic se pohybuje mezi 7 a 8 m.
- Průměrná lednová teplota na trase činí od −14°С do −20°С.
- Dálnice překonává řeky Tobol, Irtyš, Išim a Ob.
- Všechny mosty mají nosnost 60-80 t.
- Odpočívadla jsou zbudována v rozestupu 100-125 km.
- Kazachstánskou část dálnice lze objet po dálnici R402 přes Išim.

## Galerie

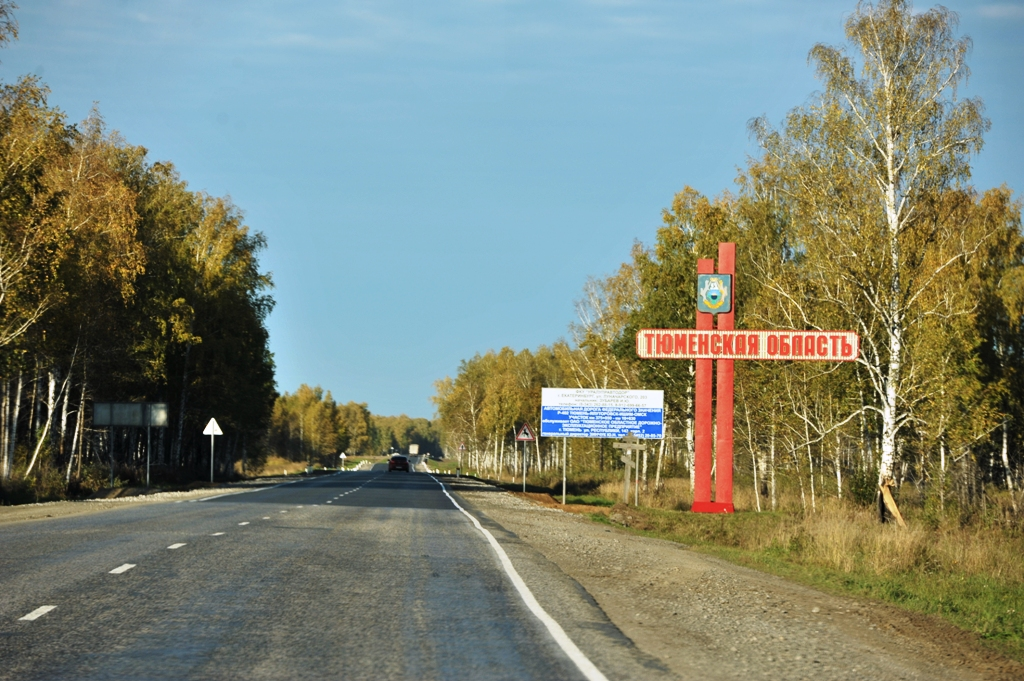
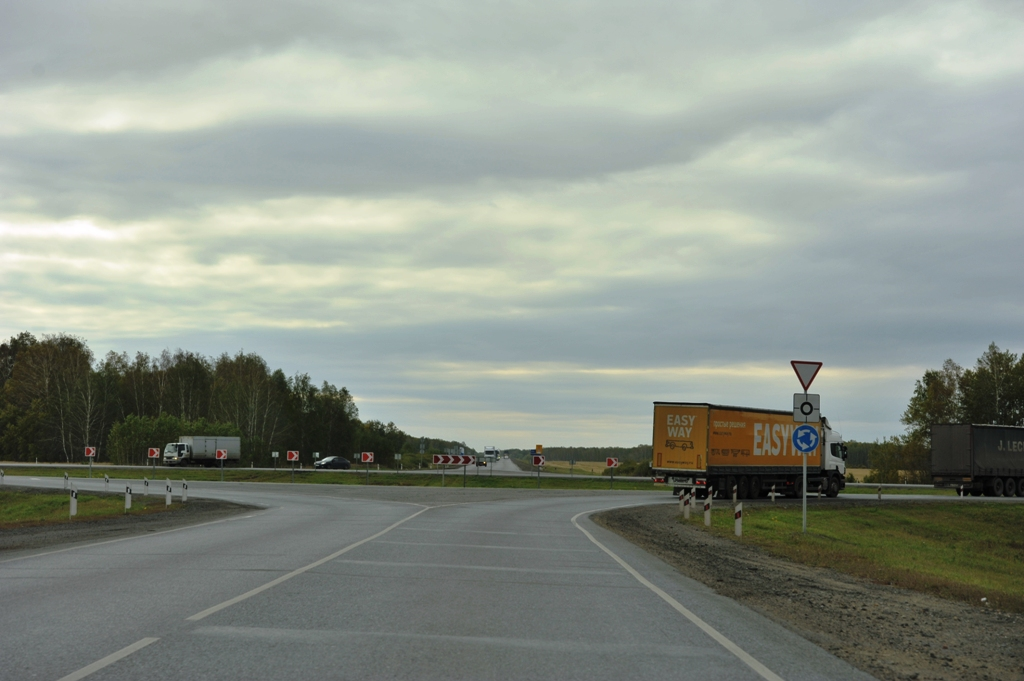
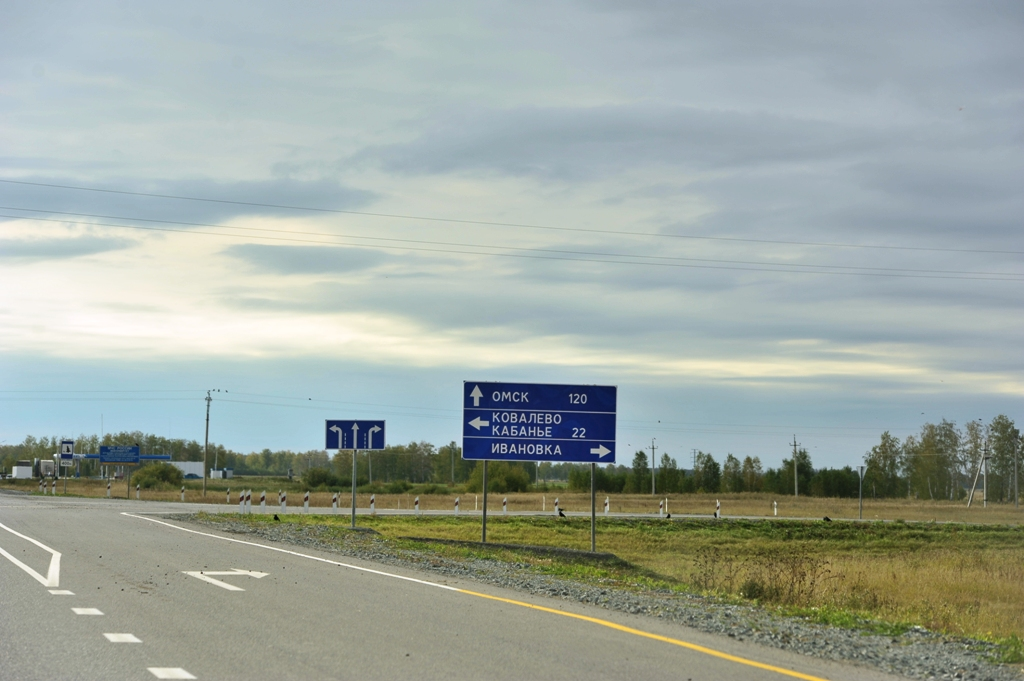
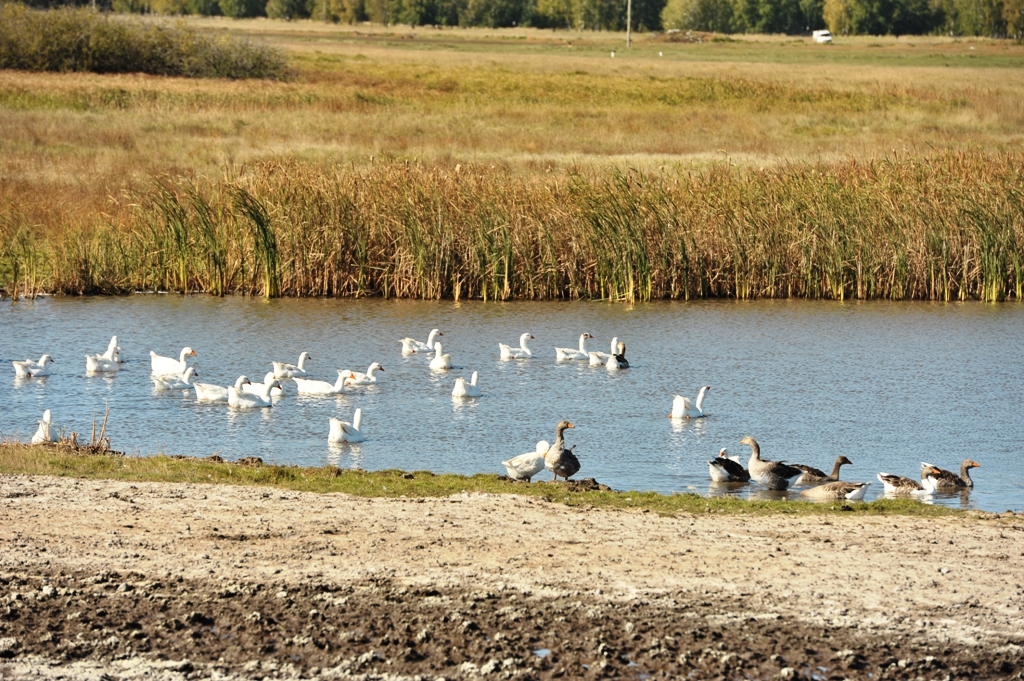
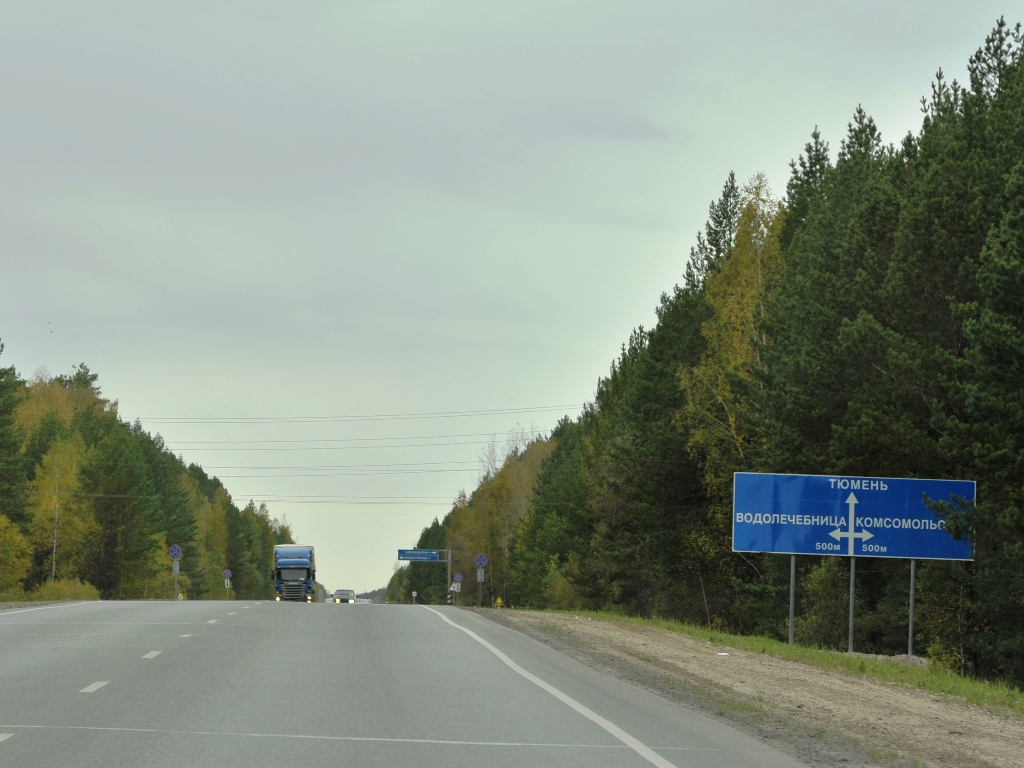
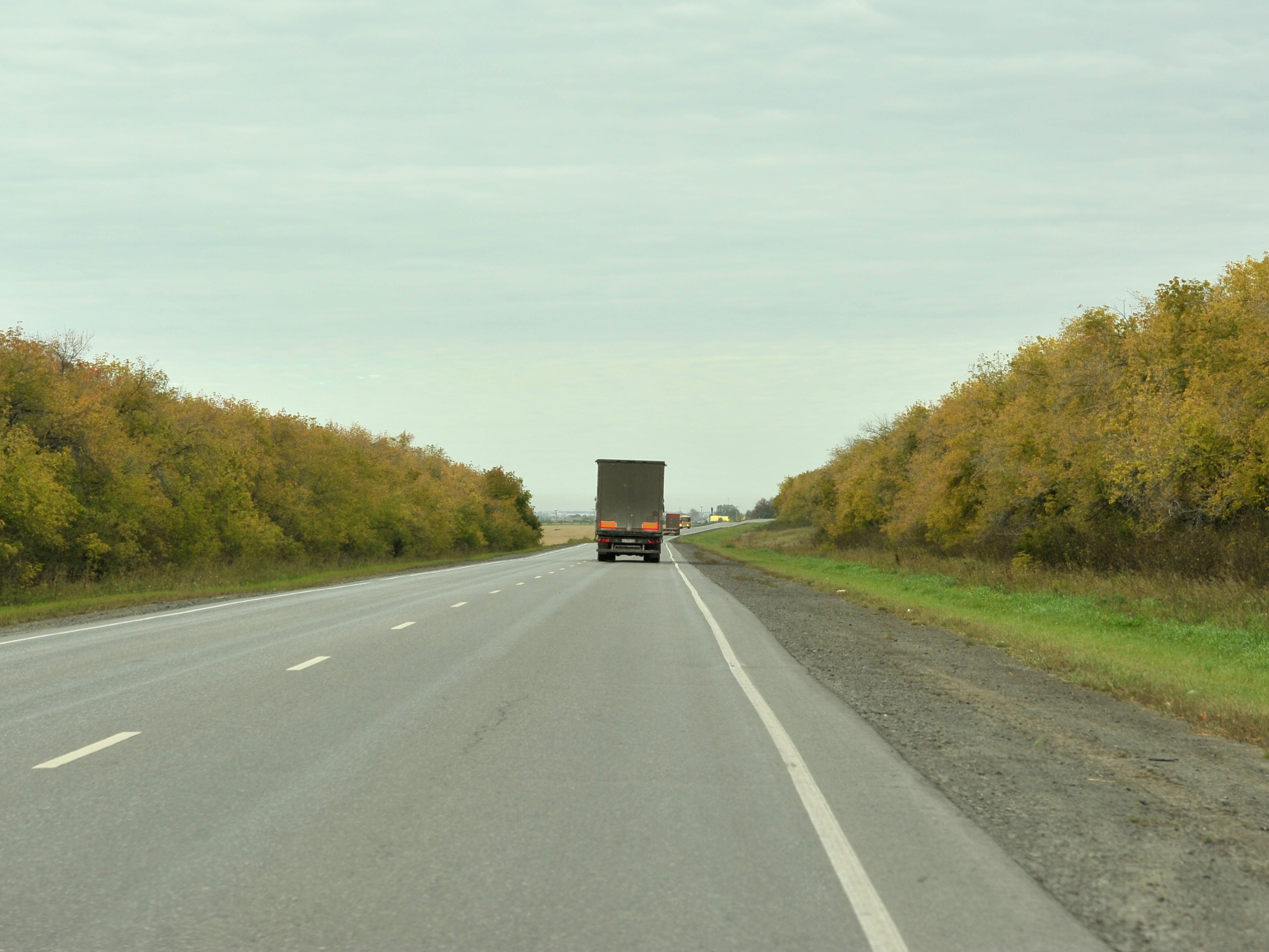